# Lobé
Der Lobé oder Lobe ist ein Fluss in der Südprovinz von Kamerun.

## Verlauf
Das Quellgebiet des Lobé liegt im tropischen Regenwald des Campo-Ma’an-Nationalparks. Er mündet ca. 300 km südwestlich von Yaoundé in der Nähe von Kribi direkt in den Golf von Guinea und bildet dabei die Lobé-Wasserfälle.

## Hydrometrie
Die Durchflussmenge des Flusses wurde bei Kribi in m³/s gemessen.
Das Längsprofil des Flusses weist eine mittlere Steigungen von 2,1 m/km für die Lobe auf, wobei die Steigung nach der Mündung das höchste Gefälle ausweist und zur Mündung hin immer weiter abflacht.

## Bilder

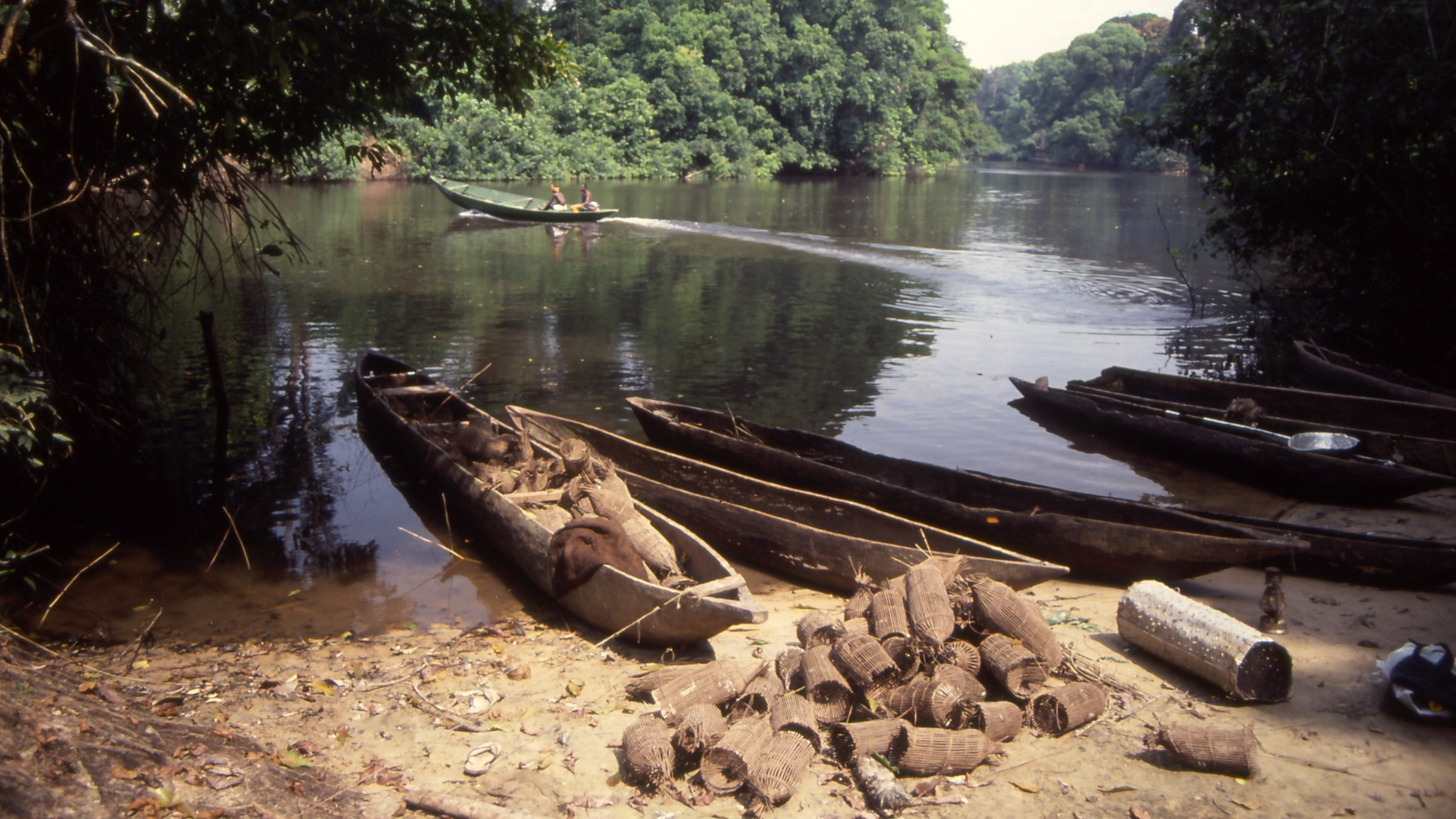
Fischerboote mit Reusen am Ufer des Lobé
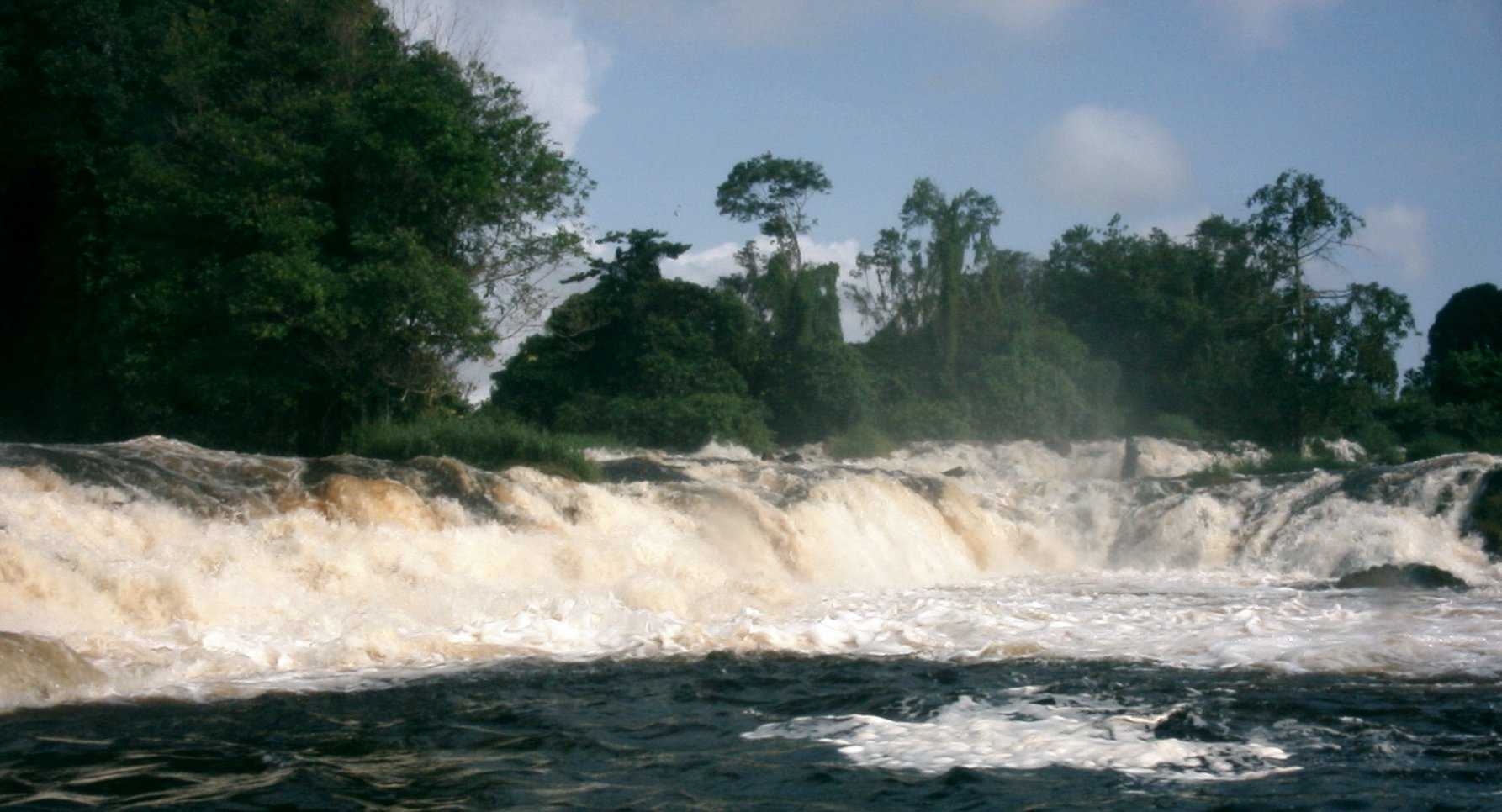
Die Lobé-Wasserfälle an der Mündung